# John Melvin Bryan Sr.
Pour les articles homonymes, voir Bryan.
Cet article possède des paronymes, voir John Bryan et John Melvin Bryan Jr..
John Melvin Bryan Sr. (4 août 1886-5 mai 1940) est un homme politique canadien de la Colombie-Britannique. Il est député provincial libéral de Vancouver de 1924 à 1928 et de Mackenzie de 1937 à 1940.

## Biographie
Né à Lucknow (en) en Ontario, Bryan étudie sur place. Il entame une carrière publique en siégeant au conseil municipal de North Vancouver.
Bryan meurt en fonction à North Vancouver en mai 1940 à l'âge de 53 ans.
Son fils, John Melvin Bryan Jr., est également député provincial de North Vancouver de 1956 à 1960 pour le Crédit social.
Le Bryan Arm, maintenant inclus dans le réservoir Nechako, est nommé en son honneur.